# 尚皮尼-圣安德烈德国战争公墓

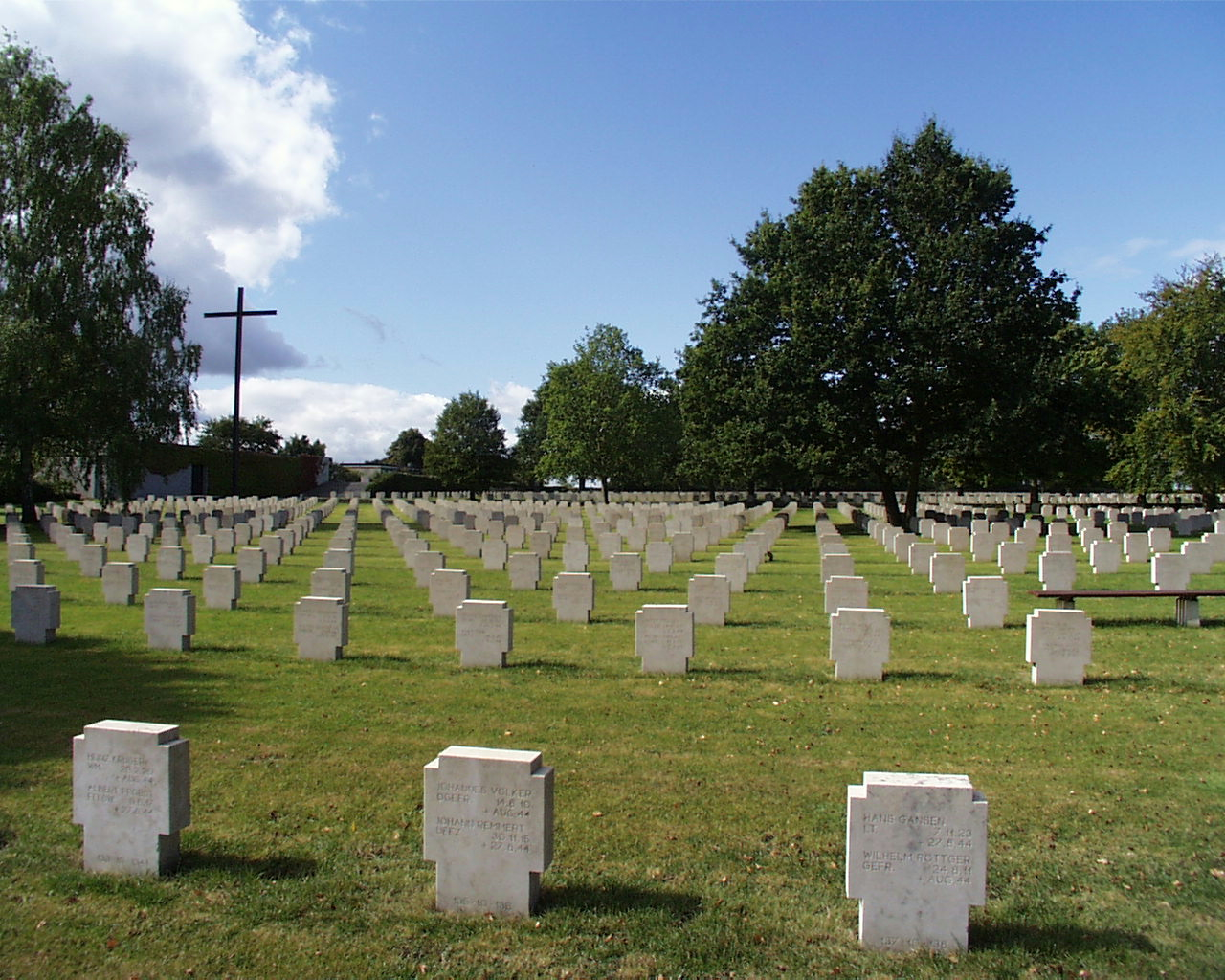
尚皮尼-圣安德烈德国战争公墓

尚皮尼-圣安德烈公墓是一座位于法国诺曼底的二战德军战争公墓。这里位于厄尔省圣安德烈以南5公里处，位于埃夫勒东南约25公里处。葬于此地的德军主要都是在1944年夏季盟军突破诺曼底地区，向巴黎进军的过程中阵亡的。这里埋葬了将近20000名死者，是诺曼底地区6座德军战争公墓中第二大的。该墓地由志愿组织德国战争墓地委员会维护、管理。1964年9月12日，尚皮尼-圣安德烈德国战争公墓正式落成开放。